# ПП-91
ПП-91 «Кедр» (Конструкція Євгена Драгунова) — пістолет-кулемет, розроблений на початку 1990-х років на замовлення МВС СРСР на базі попередника ПП-71 конструкції Євгена Драгунова. Перші 40 передсерійних зразків були виготовлені в 1992 р. на Іжевському механічному заводі, надалі серійне виробництво було передано на Златоустівський машинобудівний завод.
Пістолети-кулемети «Кедр» знаходяться на озброєнні практично всіх силових структур Росії, в тому числі спецпідрозділів МВС РФ, ФСКН, ФСВП. Також використовується відомчою охороною, фельд'єгерською службою та інкасаторами.

## Конструкція
ПП-91 відрізняється гранично простою і технологічною конструкцією. Автоматика пістолета-кулемета базується на використанні енергії віддачі вільного затвора. Ударно-спусковий механізм куркового типу, що дозволяє вести стрільбу у одиночному і автоматичному режимі. Подача набоїв здійснюється з дворядного коробчастого магазина. Для підвищення стійкості при стрільбі пістолет-кулемет забезпечений прикладом, що складається поверх ствольної коробки.
Ствольна коробка прямокутної форми, штампована зі сталевого листа, має знімну кришку. Ствол довжиною 120 мм жорстко кріпиться в ствольній коробці, до якої приєднані пістолетна рукоятка, приймач магазина і відкидний приклад. Прицільні пристосування відкритого типу. Мушка кріпиться на стволі біля передньої стінки ствольної коробки, цілик змонтований зверху вузла кріплення відкидного прикладу. При відкинутому прикладі в робоче положення повернуть діоптричний цілик, при складанні прикладу у похідне положення повертається відкритий цілик.
На зброю можуть монтуватися глушник БК-09 та ЛЦВ «Піон-М».
Перед пострілом затвор пістолета-кулемета під дією зворотної пружини займає крайнє переднє положення. При пострілі порохові гази, що діють на дно гільзи, переміщають масивний затвор у крайнє заднє положення. При цьому затвор витягає стріляну гільзу з патронника і викидає її зі ствольної коробки, зводить курок і стискає зворотну пружину. У переднє положення затвор накочується під дією зворотного механізму. При цьому він досилає у патронник черговий патрон і замикає канал ствола. Замикання здійснюється за рахунок інерції затвора і зусиль поворотної пружини. При установці запобіжника-перевідника на автоматичну стрільбу вона буде тривати до тих пір, поки натиснуто спусковий гачок і у магазині є набої. При установці запобіжника-перевідника на одиночну стрільбу, після кожного пострілу необхідно відпустити спусковий гачок і для виробництва пострілу знову натиснути на нього.

## Варіанти і модифікації
- Пістолет-кулемет ПП-71 — дослідний зразок, розроблений на замовлення Міністерства оборони СРСР в рамках програми ОКР «Букет» та проходив випробування в 1969—1972 рр. Серійно не вироблявся.
- Пістолет-кулемет ПП-91-01 «Кедр-Б» під патрон 9 × 18 мм ПМ (з інтегрованим глушником)
- Пістолет-кулемет ПП-9 «Клин» під патрон 9 × 18 мм ПММ, випускався в 1996—2002 рр. для МВС РФ. Відрізняється покращеними балістичними (внаслідок потужнішого патрона), збільшеною масою затвора і наявністю гвинтових канавок у патроннику.
- Пістолет-кулемет ПП-919 «КЕДР-2» — розроблений в 1994—1996 рр.. під патрон 9 × 19 мм Parabellum для Федеральної служби податкової поліції (виготовлено 3 шт.). У 2009 р. представлений також дослідний зразок під набій 9×19 мм Парабелум 7Н21.
- «Пістолет-карабін» ПКСК-10 — самозарядна версія під набій 9 × 17 мм К, розроблена для приватних охоронних структур, з 10-зарядним магазином[4]. Випускається невеликими партіями з квітня 1998 року[5].
- Травматичний пістолет ПСТ «Капрал» — самозарядна версія для приватних охоронних структур під набій 10 × 23 мм Т, з 10-зарядним магазином[6].
- Травматичний пістолет ПДТО-9Т «Осавул» — самозарядна версія під набій 9 мм Р. А., з 10-зарядним магазином (випускається з 2005 р.)[7].
- Травматичний пістолет ПДТО-13Т «Осавул-3» — самозарядна версія під набій .45 Rubber, з 10-зарядним магазином (розроблений у 2009 р.)
- «Кедр-МД» — пістолет-кулемет для стрільби тільки холостими патронами, розроблений на замовлення кіноконцерну «Мосфільм» у 2006 р.; всього виготовлено 5 шт[8].